# Acilius sylvanus
Acilius sylvanus är en skalbaggsart som beskrevs av Hilsenhoff 1975. Acilius sylvanus ingår i släktet Acilius och familjen dykare. Inga underarter finns listade i Catalogue of Life.